# Jappe Nilssen

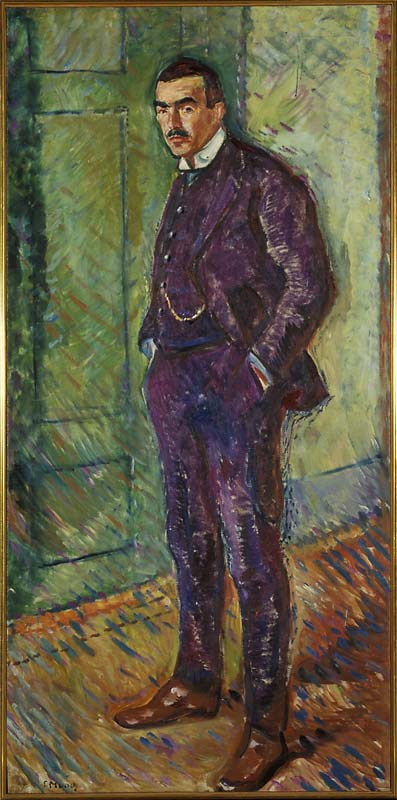
Jappe Nilssen peint par Edvard Munch (1909)

Jappe Jacob Nilssen (né à Kristiana (Oslo actuel) le 25 janvier 1870 – 10 mai 1931) est un journaliste et critique d'art norvégien du Dagbladet, à la fois écrivain et historien d'art. 

## Un romancier et nouvelliste du désespoir amoureux et des contes d'autrefois
L'écrivain, romancier peu prolifique a publié deux romans, mais un plus grand nombre de nouvelles ou d'histoires courtes, mais il est surtout connu pour ses nombreuses contributions en tant que critique d'art au journal de la capitale norvégienne Dagbladet. Le journaliste Nilssen a été employé régulièrement au Dagbladet, à partir de 1908 jusqu'à sa mort. Ses amis les plus proches sont depuis 1885 Edvard Munch,, Christian Krohg et  Oda Krohg, Erik Werenskiold et Hans Jæger, car il a fait partie, comme eux, de la bohême artistique de Kristiana ou des "Kristiania Bohemians."
En 1891, le jeune Nilssen aurait débuté au cours d'un séjour à Asgardstrand une singulière liaison avec madame Oda Krohg, épouse du peintre Christian Krohg. Edvard Munch, premier confident du jeune homme tourmenté et dépressif, a écrit à propos de cette histoire d'amour malheureuse, mais il s'en est aussitôt inspiré pour la toile de fond de sa grande peinture intitulée Mélancolie en 1891. Le premier roman de Nilssen dénommé Nêmesis fait allusion à ce séjour en décrivant un jeune écrivain Nils Falk, double de l'auteur, qui garde un chagrin d'amour avec une femme à la fois mariée et de dix ans son aînée.
Nilssen est devenu le beau-frère du peintre Thorolf Holmboe.
En 1909, Jappe Nilssen et le directeur de la National Gallery de Kristiana, Jens Thiis, organisent une exposition de 100 peintures et de 200 feuilles de graphiques réalisé par Edvard  Munch. L'exposition est un grand succès et initie la reconnaissance nordique envers pour l'artiste Munch, jusqu'alors décrié depuis le scandale Jaeger en 1885. À l'époque de la préparation et de l'exposition, Munch en période dépressive avait été admis dans une clinique privée, à Copenhague, à la suite de graves troubles du comportement (dépression nerveuse aggravée par l'alcoolisme).

## Portraits célèbres de Nilssen
Edvard Munch a peint un célèbre portrait de Jappe Nilssen en 1909, pour le remercier de sa prise en charge de l'exposition au Nasjional Galleriet ainsi que la toile Le Médecin Lucien Dedichen et Jappe Nilssen en 1925-1926. Les deux tableaux sont la propriété de la collection municipale osloîte d'art. Un dessin de Munch montre Jappe Nilssen et Henrik Ibsen au Grand Café. Le peintre Ludvig Karsten a également réalisé un portrait de Nilssen en 1915.

## Œuvres
- Nêmesis (Copenhague, Gyldendalske bokhandlerforlag, 1896), roman
- Solefald ou Coucher du soleil ( Kristiania: Aschehoug, 1903), roman
- Kun én gang vaar: fortælling ou Il était une fois: une Histoire ( Kristiania: Aschehoug, 1904), nouvelles
- Den gamle historie og andre fortællinger , Le vieux conte et autres petites histoires (Kristiania, 1905), recueil de nouvelles
- Faderglæde, og andre fortællinger (Un Père de la Joie et d'autres petites histoires ( Kristiania: Aschehoug, 1911), recueil de nouvelles
- Belgisk kunst i Norge ou Sur l'art belge en Norvège (Kristiania: Mittet & Co kunstforlag, 1918), dossier de feuilles volantes